# Lapeirousia divaricata
Lapeirousia divaricata är en irisväxtart som beskrevs av John Gilbert Baker. Lapeirousia divaricata ingår i släktet Lapeirousia och familjen irisväxter. Inga underarter finns listade i Catalogue of Life.